# Eerste Slag om Nola
De Eerste Slag om Nola, dat ligt in de buurt van Napels, werd gestreden in 216 v.Chr. tussen de legers van Carthago van Hannibal en een Romeins leger, geleid door Marcus Claudius Marcellus. Hannibal probeerde de stad Nola te veroveren: het mislukte. Hij probeerde nog twee keer de stad te veroveren in de komende twee jaar, maar zonder succes.